# 公爵广场

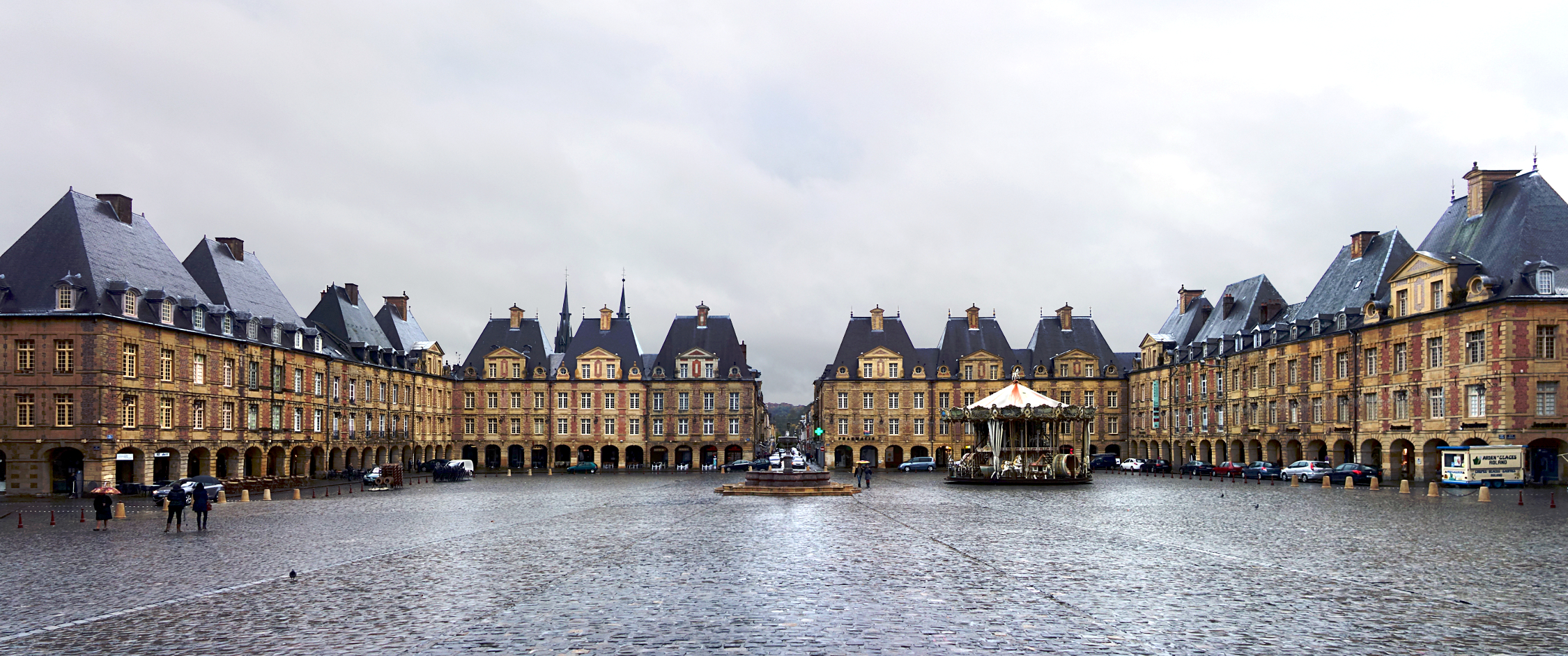
公爵广场

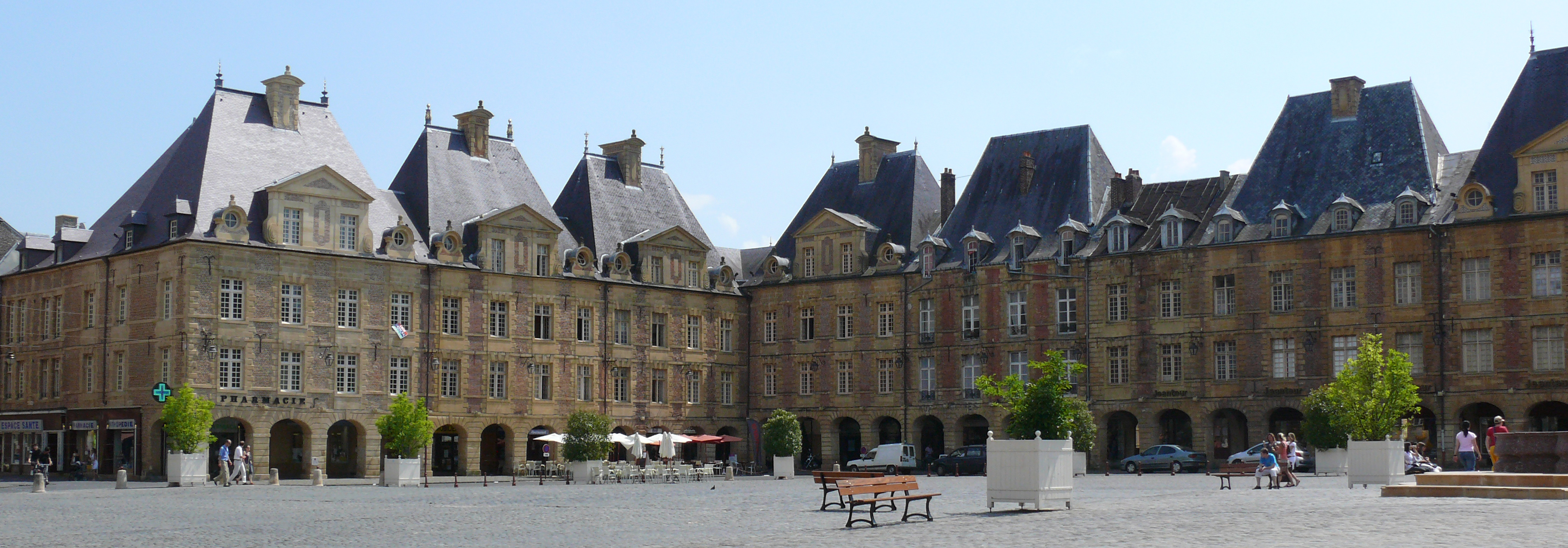
2009年公爵广场

公爵广场（Place Ducale）是法国大东部大区阿登省沙勒维尔-梅济耶尔的主广场，长127米、宽90米。建于1606年到1624年之间，由建筑师克莱门特·梅泰索（Clément Métezeau）设计，亨利四世的侄子查理·德·冈萨加推动，后来是讷韦尔公爵和勒泰勒公爵、Arches亲王以及香槟总督。

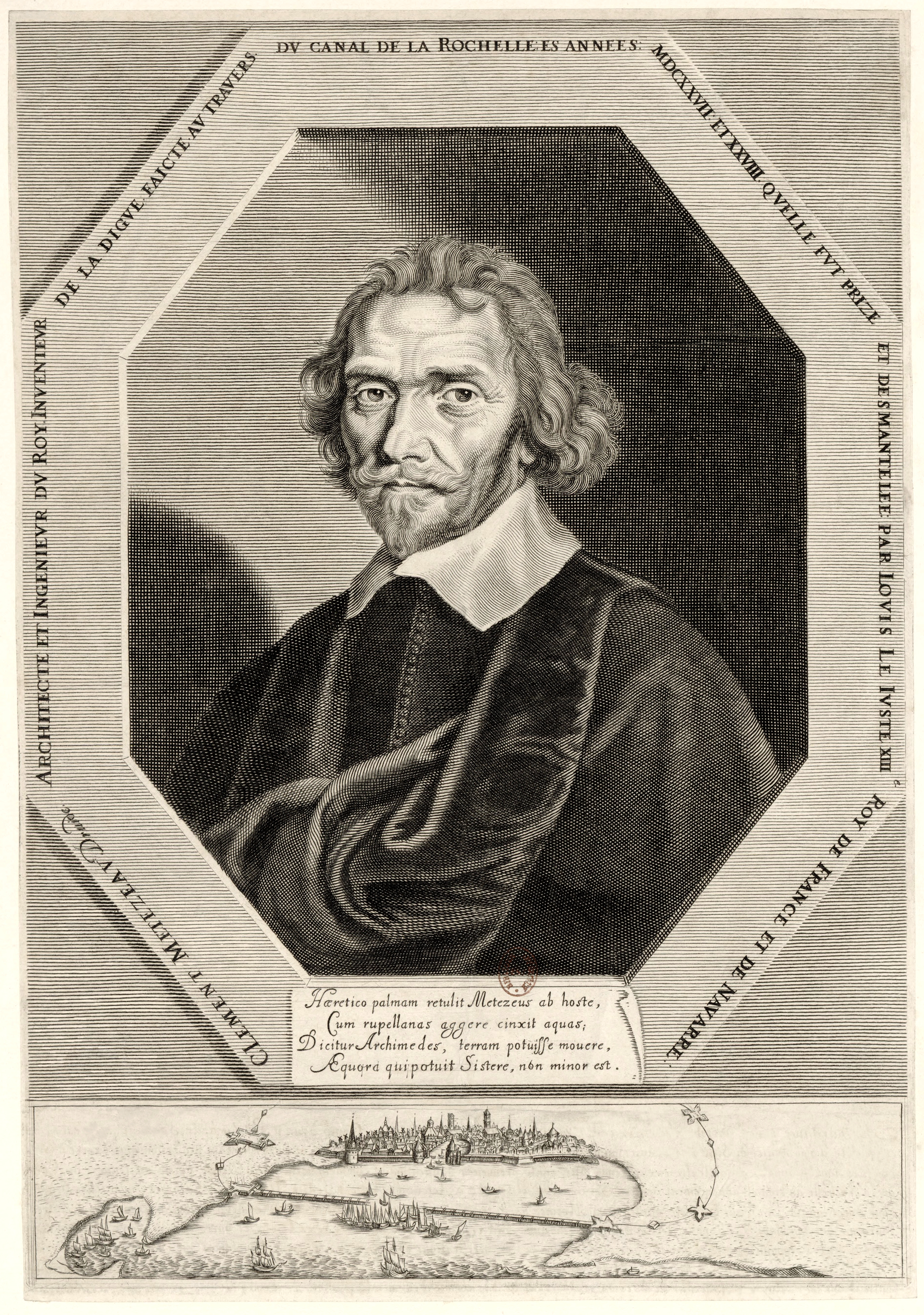
克莱门特·梅特索
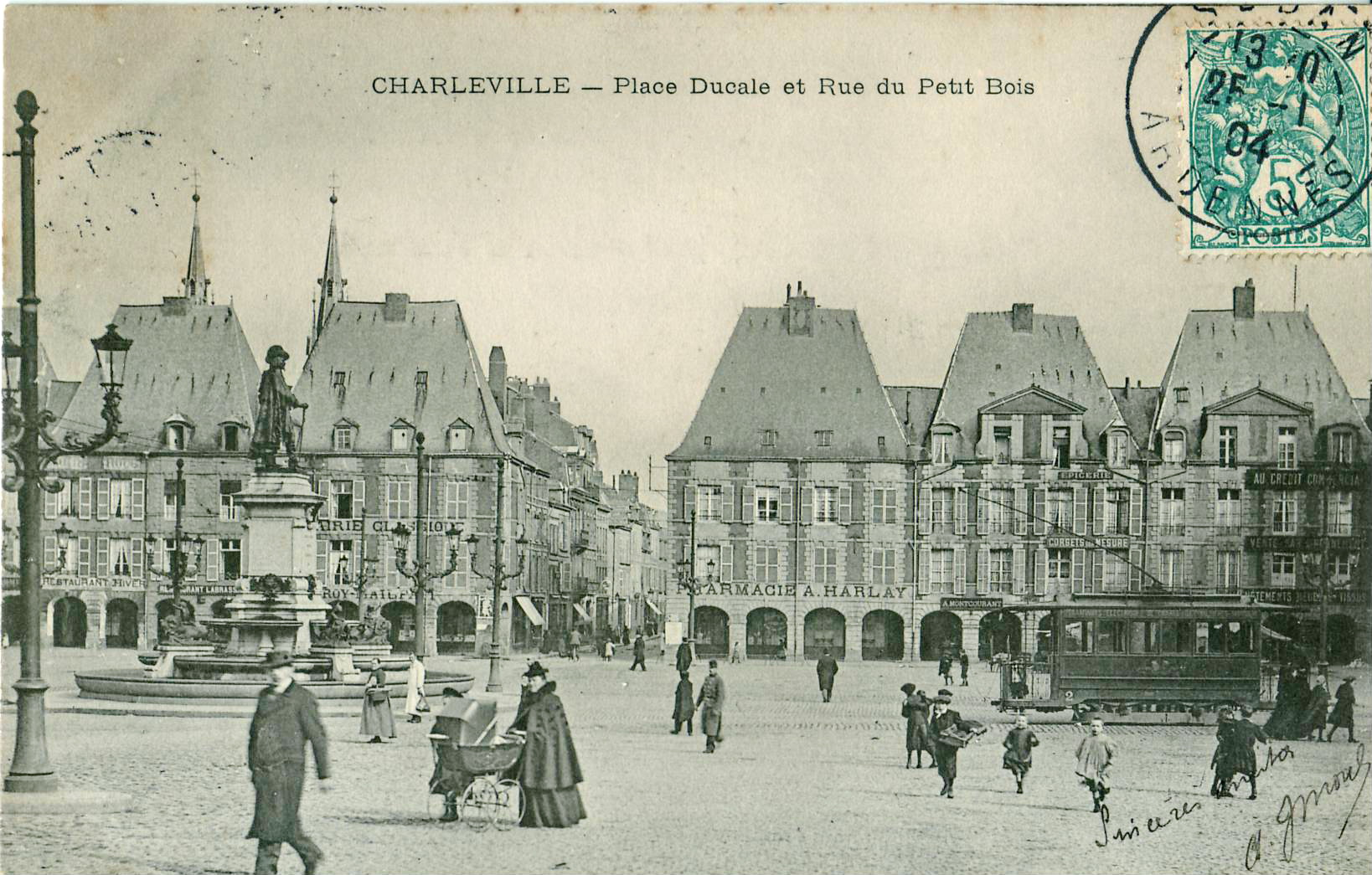
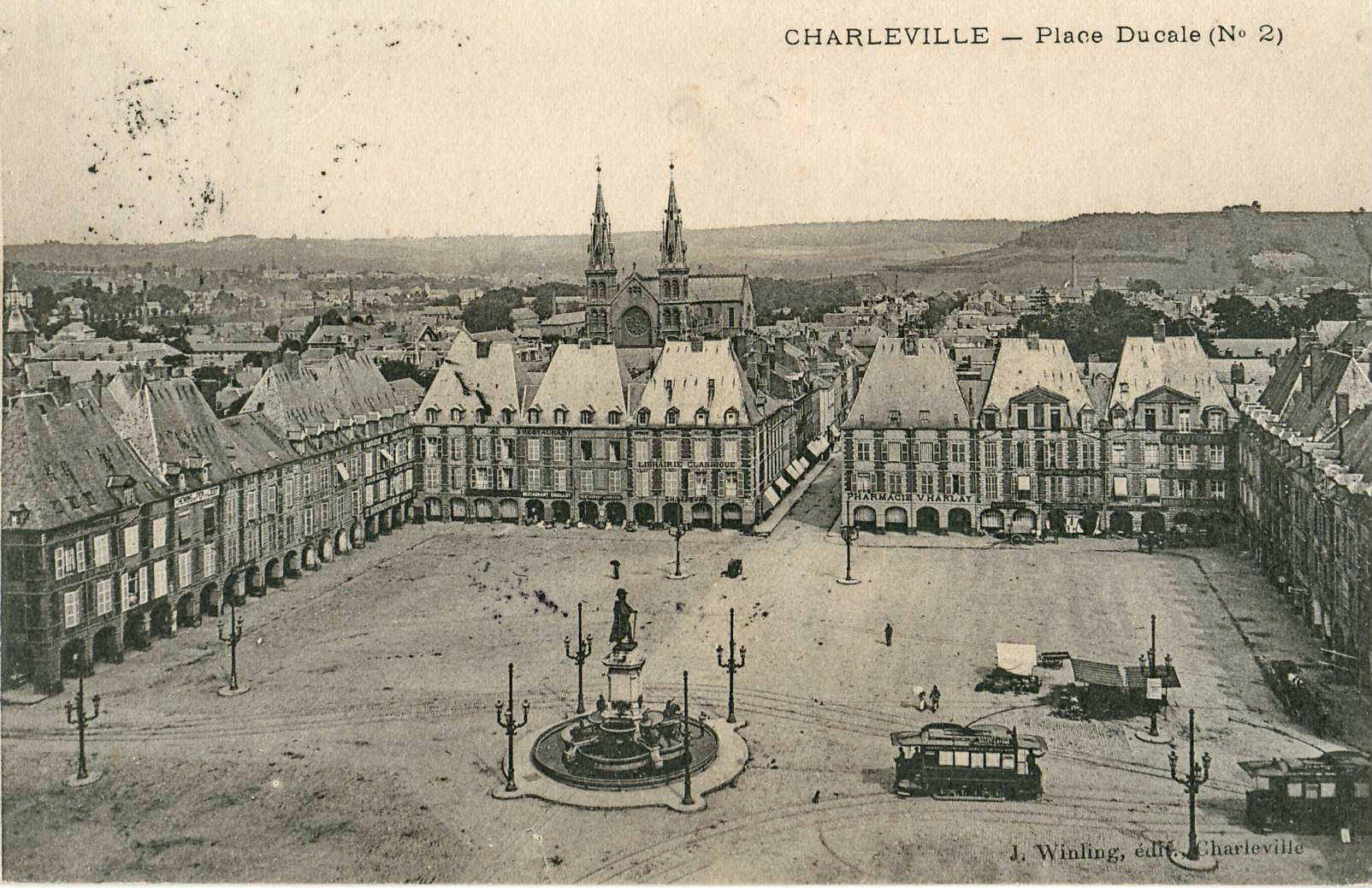
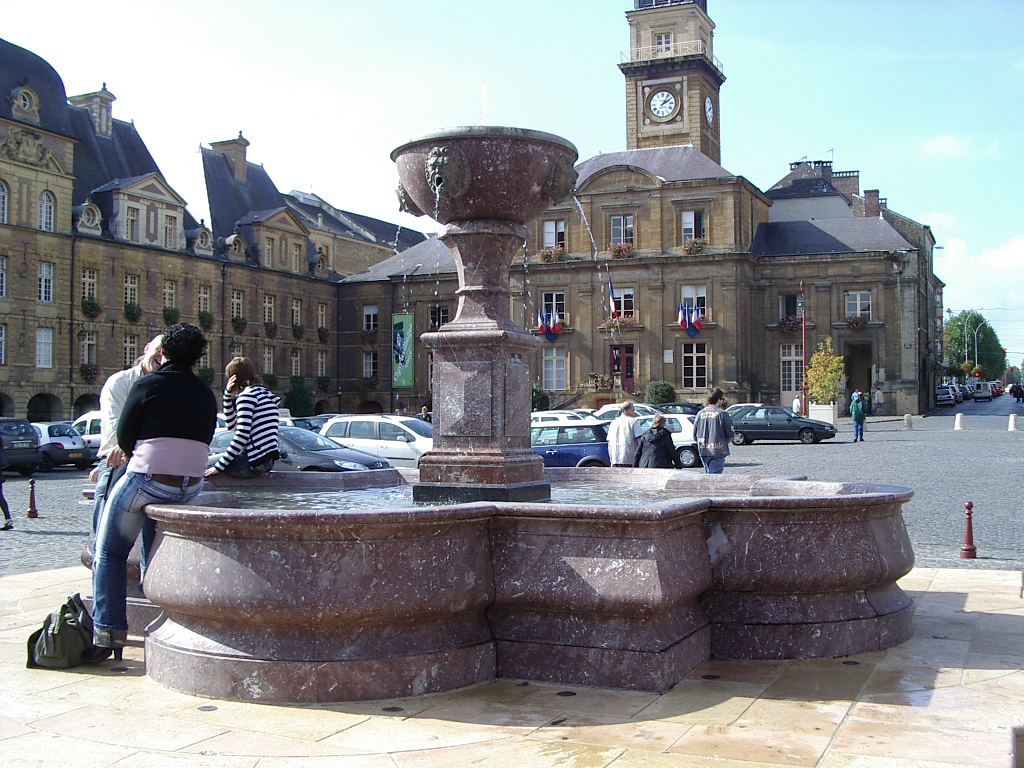

公爵广场与巴黎的孚日广场颇为相似。主要原因是他们的建筑师是兄弟俩：克莱门特·梅泰索在1606年设计了公爵广场，而路易·梅泰索（Louis Métezeau）在1607年设计了孚日广场。
公爵广场是四条街道的焦点，周围的27栋房屋，全都遵守严格的建筑规则，都是四道拱门，每层楼有四扇窗户，屋顶上有四个天窗。但很快公爵耗尽了资源，工程停止了一个多世纪。1730年工程短暂恢复，但又被1789年法国大革命再次中断。1793年，刻着公爵纹章的公爵宫宏伟的拱门被摧毁。1843年，废墟上才最终建起现在的沙勒维尔-梅济耶尔市政厅。1899年，广场中心布置了查理·德·冈萨加喷泉雕塑。
1936年，广场被列为历史古迹。第二次世界大战期间，广场及周边部分建筑严重受损。
1999年，广场恢复原貌，但是查理·德·冈萨加雕像被移到车站前，广场上改用复制品代替。

## 现状
自2009年3月1日起，公爵广场禁止停车。广场周围最高车度20km/h。广场周围设有免费停车场，可停车20分钟。
公爵广场在夏季变成公爵沙滩，设有水上游乐区，并为儿童提供各种活动。

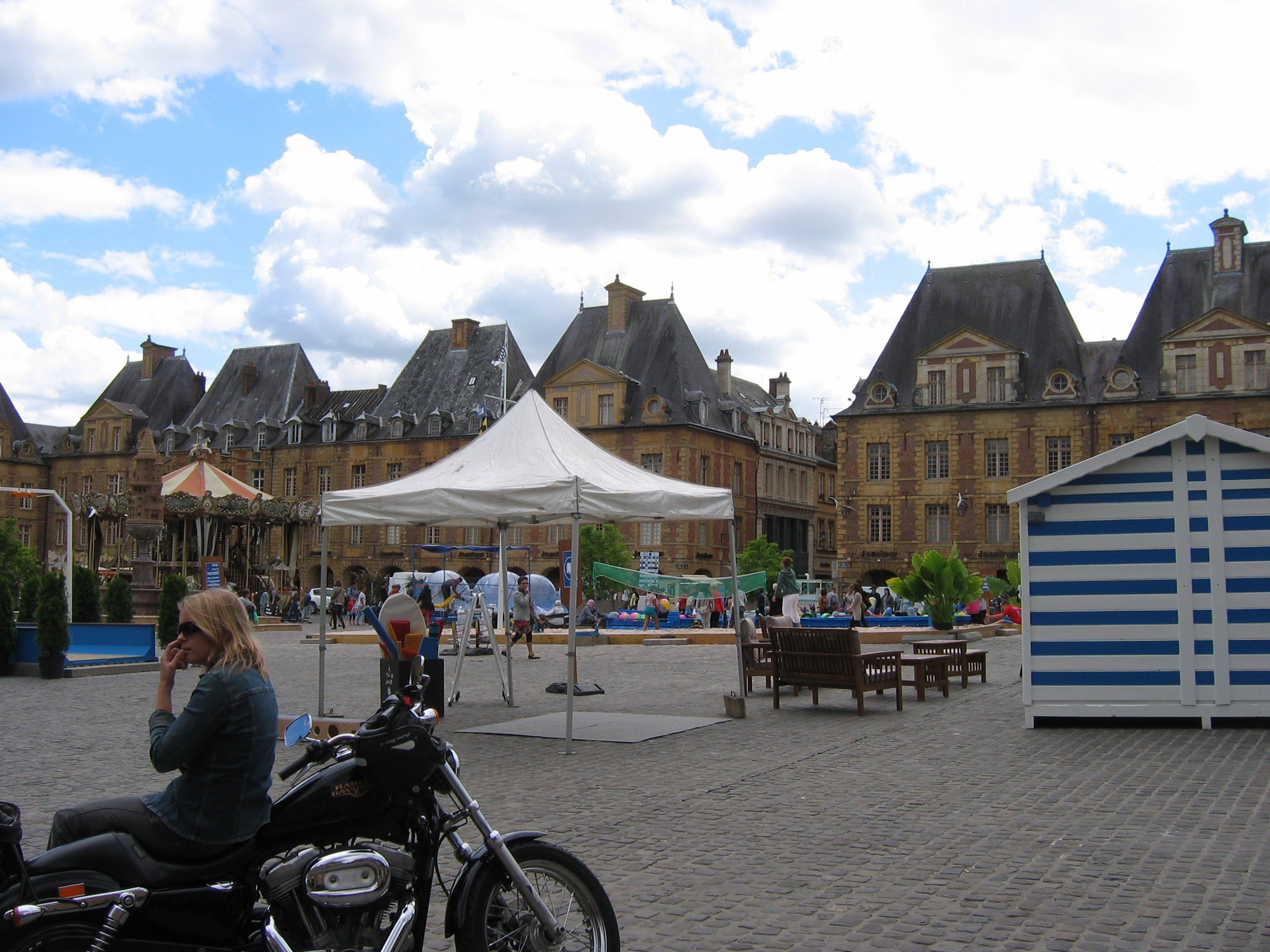
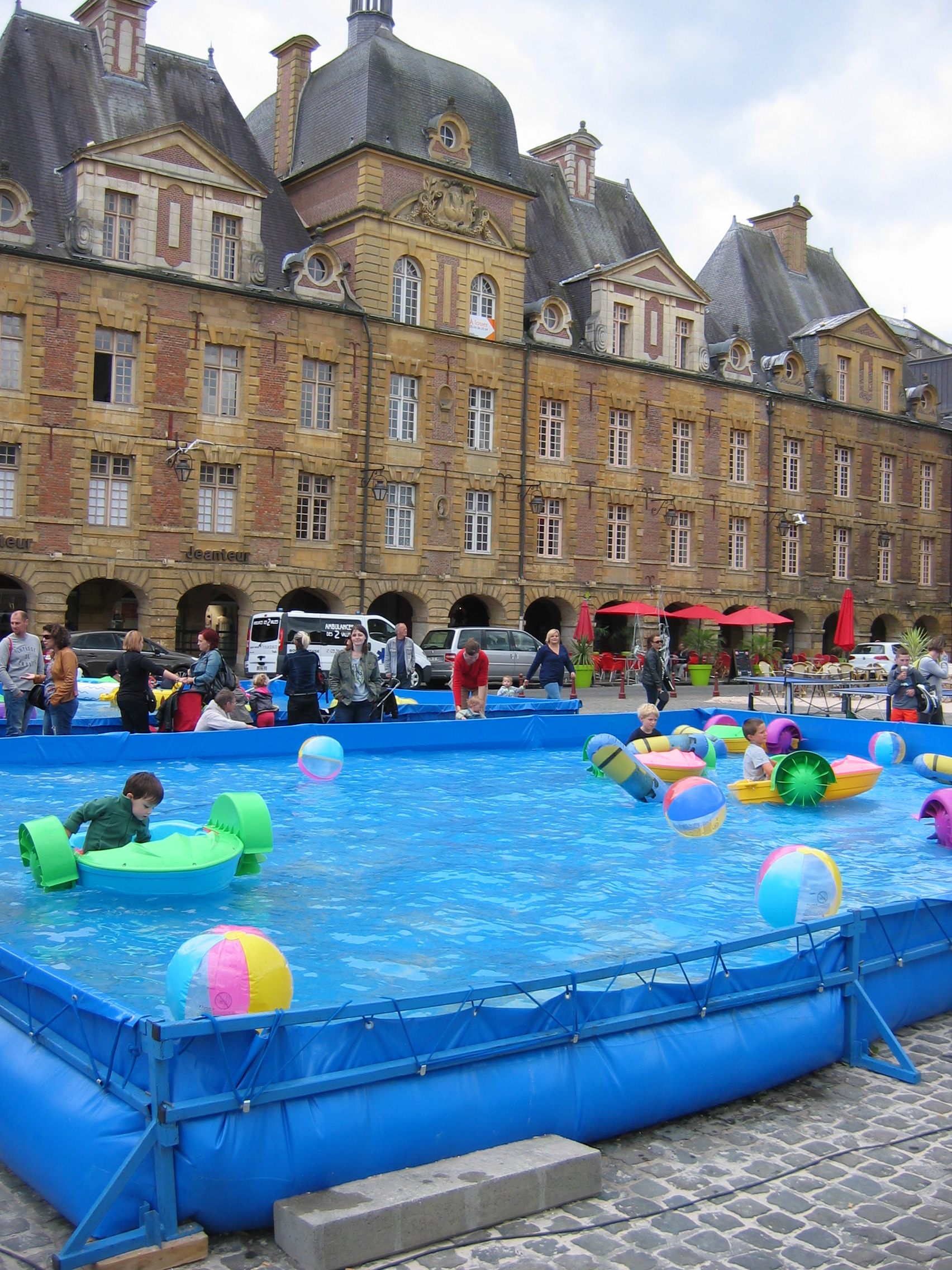
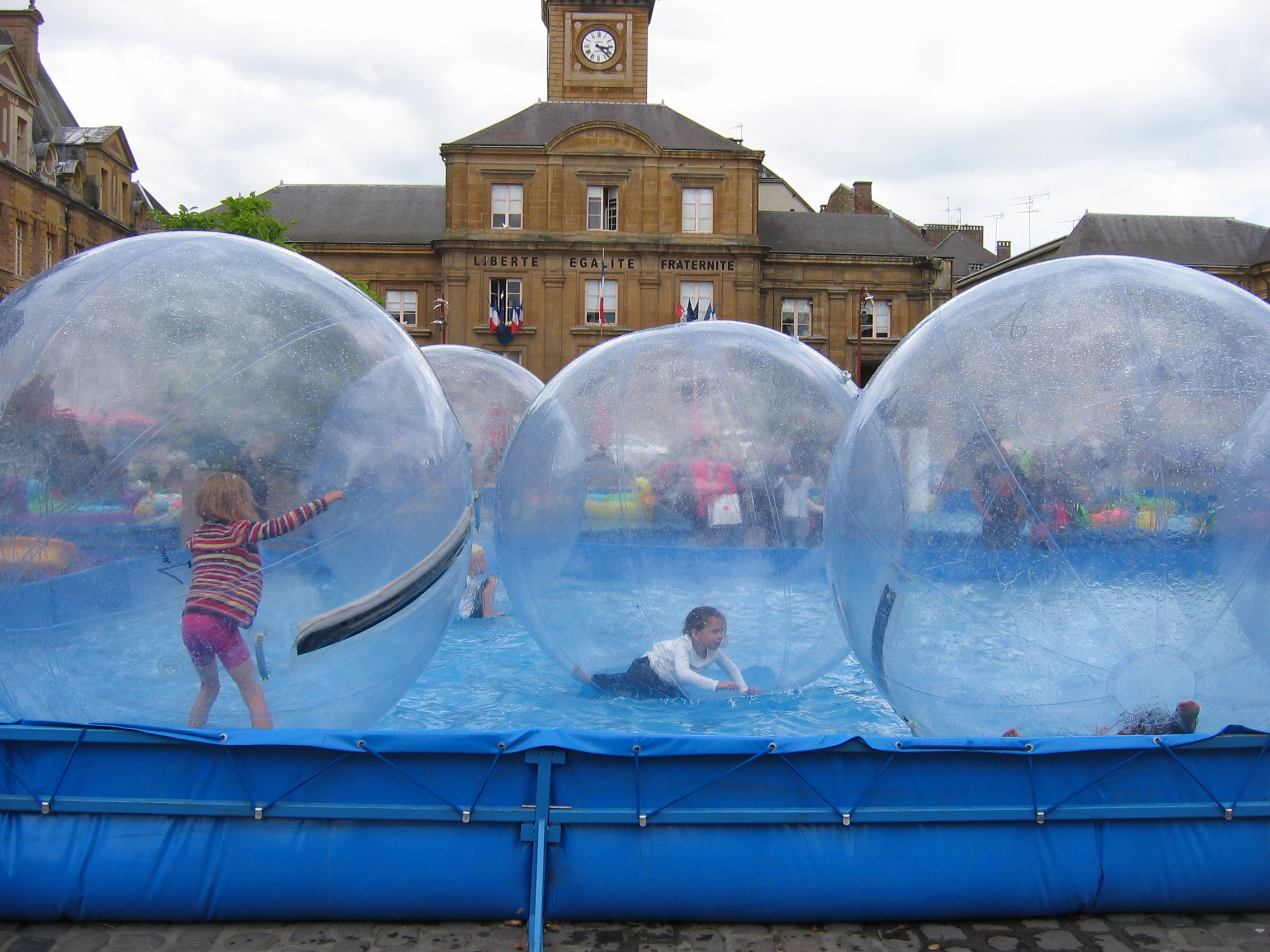

这个步行广场是表演、散步和集市的地方。每个月的第三个星期天，开设集市。这里也是世界木偶戏剧节的场地之一。

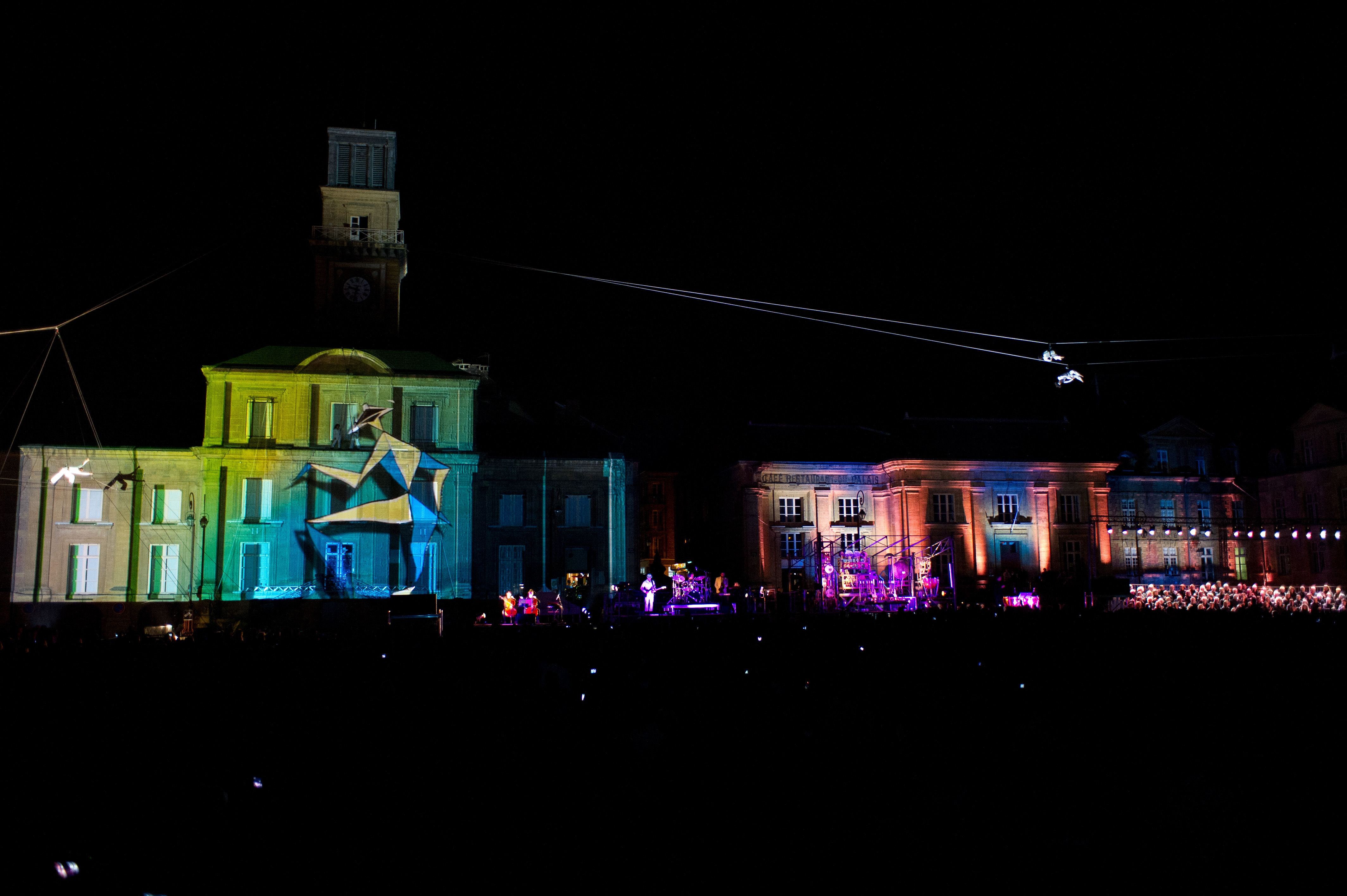
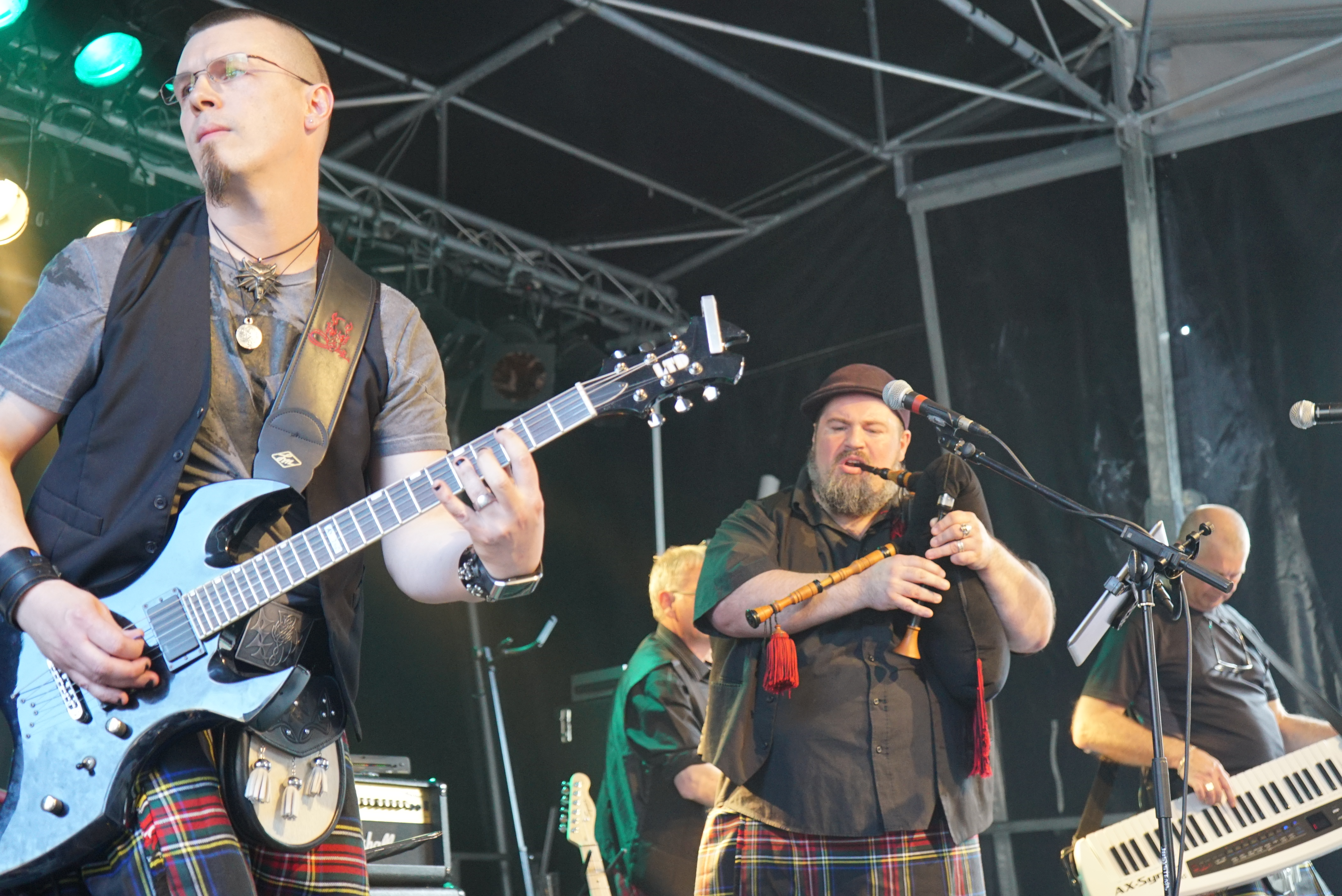
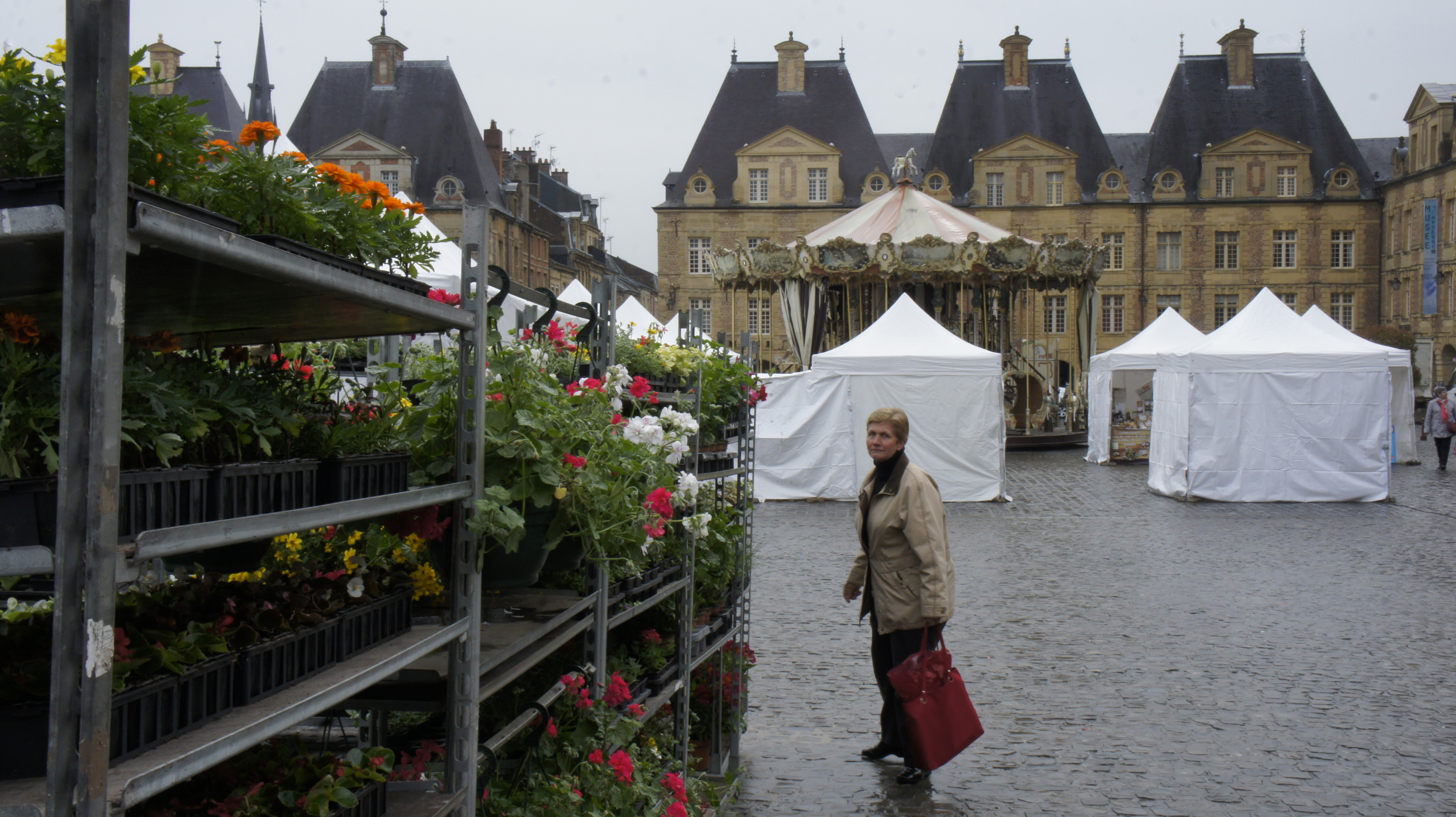
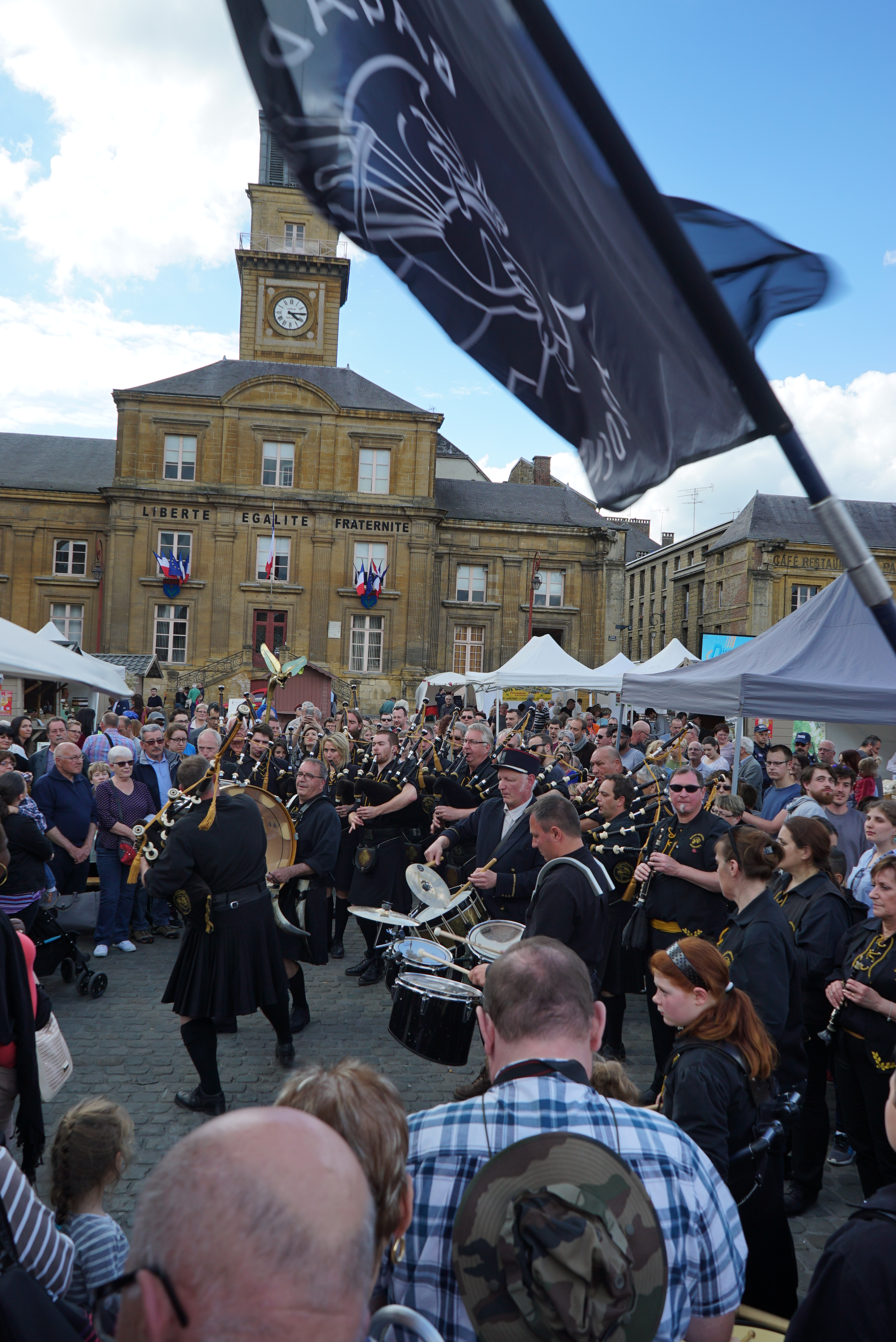